# Pachycondyla ingesta
Pachycondyla ingesta är en myrart som först beskrevs av Wheeler 1922.  Pachycondyla ingesta ingår i släktet Pachycondyla och familjen myror. Inga underarter finns listade i Catalogue of Life.